# Götzmannsgrün

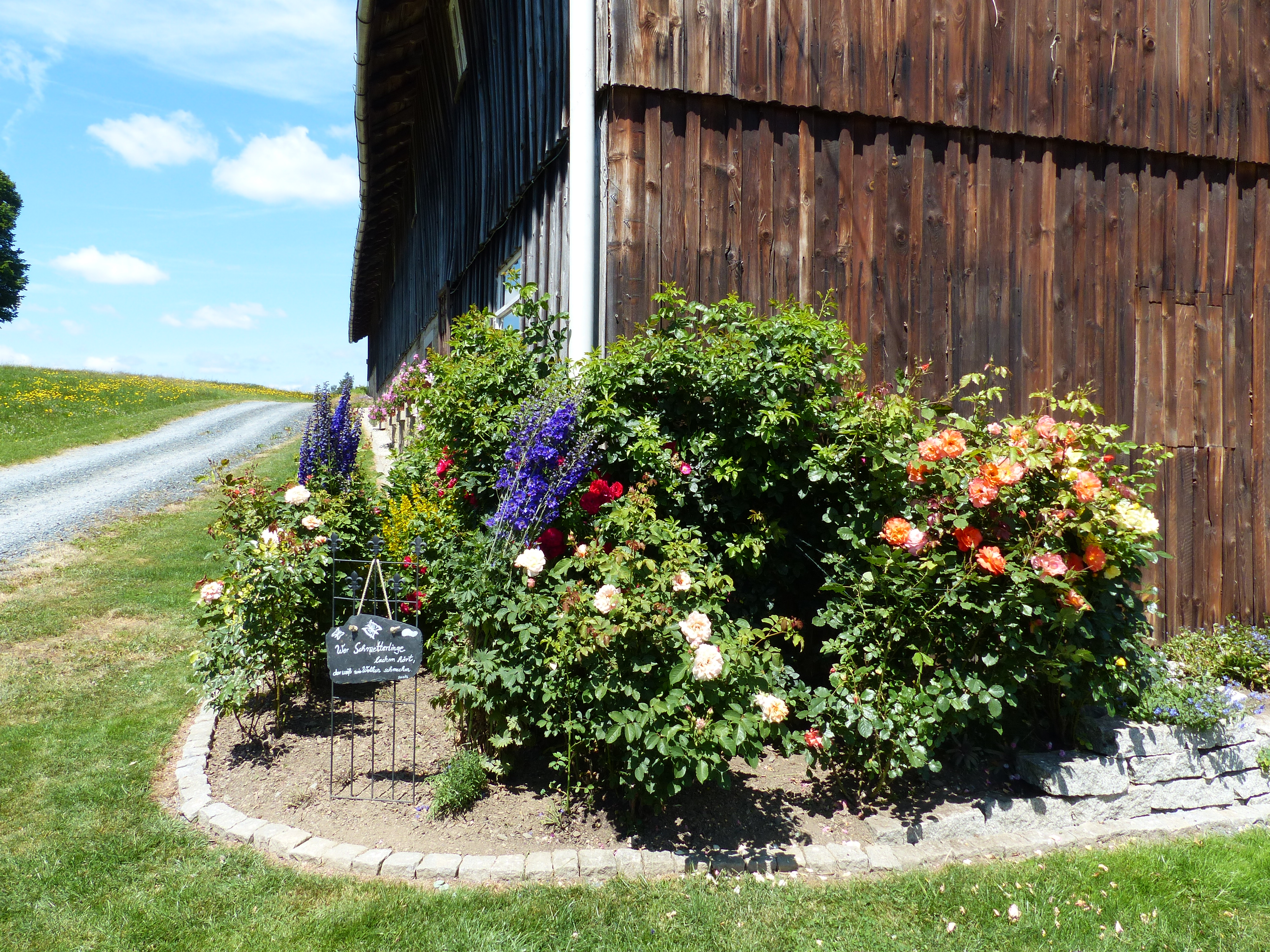
Geschmücktes Haus

Götzmannsgrün ist ein Gemeindeteil der Stadt Schwarzenbach an der Saale im Landkreis Hof (Oberfranken, Bayern). Götzmannsgrün liegt in der Gemarkung Seulbitz. Aus dem Geographisch-statistischen Orts- und Postlexikon für Bayern des Jahres 1866 geht hervor, dass es in oder bei Götzmannsgrün eine Götzmannsmühle gab.

## Geologie und Geografie

### Lage
Der Weiler liegt am westlichen Rand der Förmitztalsperre. Nördlich liegt die Ortschaft Förbau und im Süden Förmitz. Im Westen schließt direkt das Gemeindegebiet der Gemeinde Weißdorf an, zu der die Nachbardörfer Albertsreuth und Bärlas gehören.

### Blauer Fels

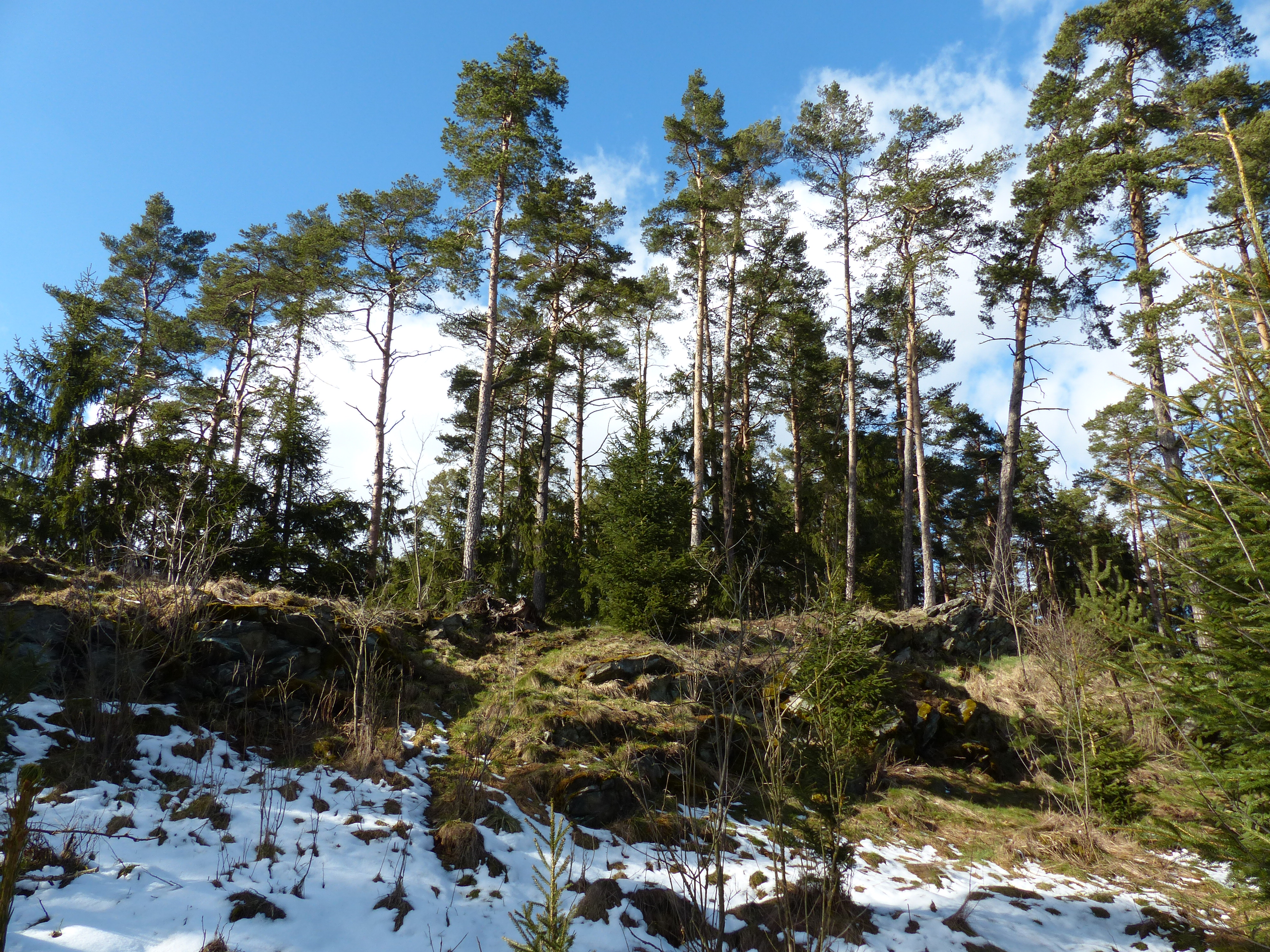
Blauer Fels

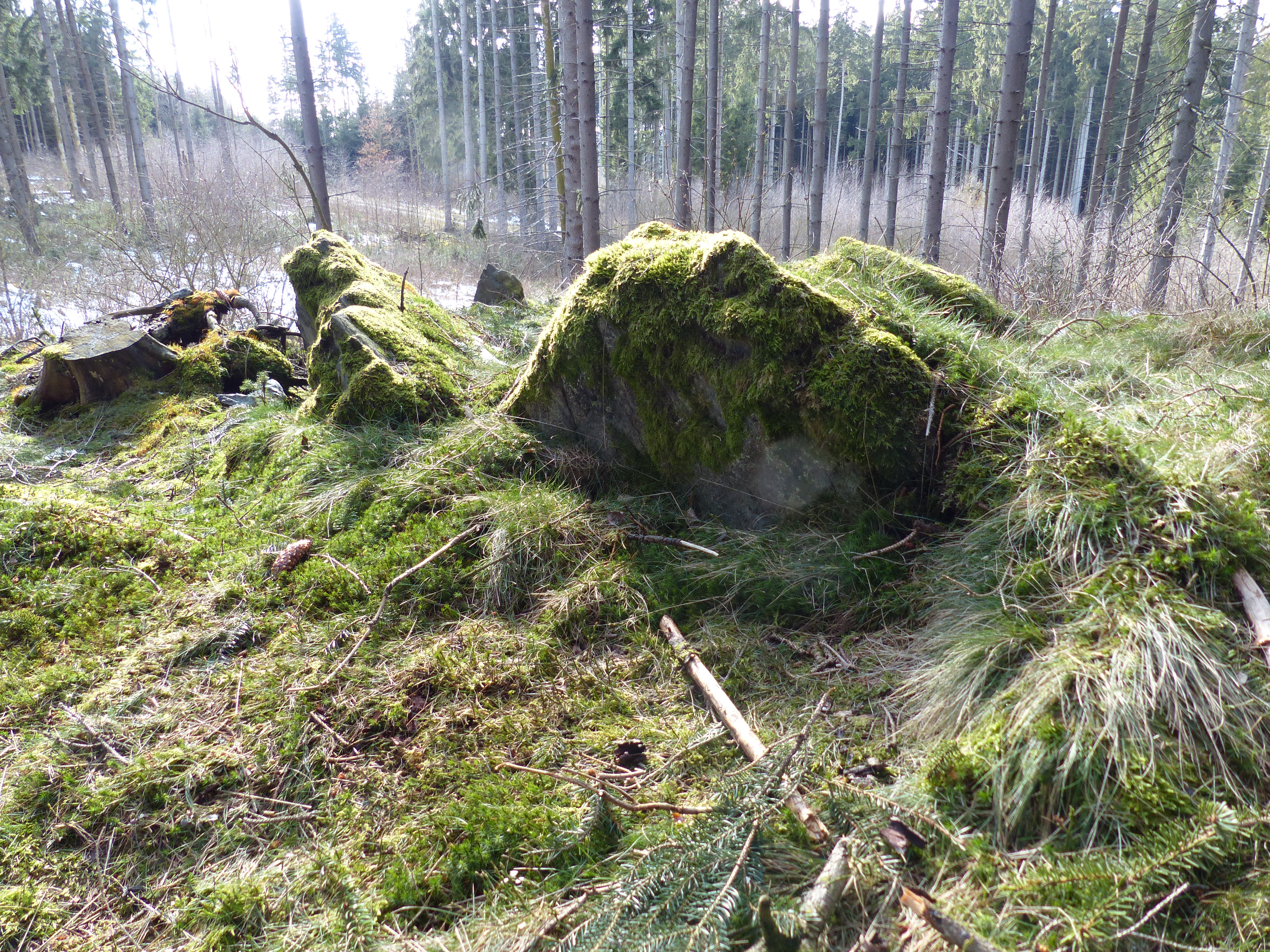
Serpentinit

Der Blaue Fels ist eine Felswand ca. 300 m nördlich von Götzmannsgrün, die beim Bayerischen Landesamt für Umwelt als Geotop geführt wird.
Die Felswand liegt auf einer Höhe von 543 m ü. NHN und hat eine Länge von ca. 130, eine Breite von 50 und eine Höhe von 4 Metern. Die Gesteinsart ist Serpentinit und die Oberfläche wird forstwirtschaftlich genutzt. Die Serpentinitlinse innerhalb der Prasinit-Phyllit-Serie ist in mehreren kleinen Hanganrissen und lokalen Bruchstein-Entnahmestellen zu erkennen.
Das Gebiet gehört zur geologischen Raumeinheit des Frankenwaldes und als Naturraum zur Münchberger Hochfläche. Der Wert für die Geowissenschaft wird als bedeutend eingeschätzt. Der Landschaftspflegeverband Landkreis und Stadt Hof betreut innerhalb des Biodiversitätsprogrammes Bayern 2030 Lebende Extreme auf blauem Fels – Das Serpentinitprojekt in Nordostoberfranken zum Schutz und zur Wiederherstellung der extrem seltenen Vegetation von Serpentinitstandorten, das Projekt am Blauen Fels. Das Projekt wird von der Regierung von Oberfranken mit Mitteln des Freistaates Bayern gefördert und erfolgt in enger Abstimmung mit der Unteren Naturschutzbehörde des Landkreises Hof. Im Jahr 2021 fand eine Kartierung der Pflanzen und im Jahr 2022 der Flechten und Moose sowie Reptilien des Projektgebietes statt.

### Bäche und Mühle in Götzmannsgrün
Die Sächsische Saale grenzt das Flurgebiet von Götzmannsgrün sowie die Gemarkung Seulbitz in der nördlichen Richtung zur Gemarkung Förbau ab. Der drei Kilometer lange Göllitzbach entspringt östlich von Weißdorf und fließt im Waldgebiet am Westrand von Götzmannsgrün vorbei zur Saale. Der Lindenbach entspringt südöstlich von Götzmannsgrün und mündet nach ca. einem Kilometer in den Göllitzbach. Der Wendlersbach entspringt südlich von Götzmannsgrün zwischen Albertsreuth und Förmitz. Er durchfließt Götzmannsgrün seit Anfang der 1980er Jahre unterirdisch, als im Zuge der Ortserneuerung das Feuerwehrhaus gebaut wurde und die Straßen asphaltiert wurden. Der Bach hat eine Gesamtlänge von ca. 1,8 km und mündet in die Saale.

## Geschichte
Der Ort wurde am 12. Juli 1361 als „Goßwinsgrün“ erstmals urkundlich erwähnt. Hans von Sparneck und seine Söhne Hans, Rüdiger und Nikol verkauften an Konrad von Neuberg aus der Nähe von Asch und seine Gemahlin Petrissa gegen Wiedereinlösung innerhalb zweier Jahre um 3000 Pfund Heller die Burg und das Dorf Sparneck, die Güter in Albertsreuth, Benk, „Nymmersdorf“ (heute Friedmannsdorf), Götzmannsgrün, Förmitz, „Gettengrün“ (das spätere Geilengrün), Gottersdorf, „Meyerhöflein“ (heute Hallerstein), Hildbrandsgrün, Losnitz, Markersreuth, Mussen, Poppenreuth, Reuthlas, Schlegel, Straas, Weißlenreuth, Wüstenselbitz und den Zehnten in Jehsen.
Das Hallersteiner Kastenamt wurde gebildet, als Markgraf Georg Friedrich am 27. Oktober 1562 die Adelsherrschaft Hallerstein mit dem Schloss Hallerstein, dem zugehörigen Meierhof, den Dörfern Benk, Biengarten, Förmitz, Götzmannsgrün, Schweinsbach, Völkenreuth, vier Höfen in Bärlas, je zwei Höfen in Hildbrandsgrün, Rieglersreuth und Wundenbach – alles böhmische Lehen – und etlichen reichslehenbaren Gütern in Martinlamitz von dem böhmischen Grafen Joachim Schlick für 11.500 Taler erwarb. Die Übergabe dieses Komplexes erfolgte am 1. Mai 1563. Im Jahre 1662 gehörten zum Amt Hallerstein Besitzungen in Bärlas, Benk, Biengarten, Förmitz, Götzmannsgrün, Hallerstein, Martinlamitz, Rieglersreuth, Schweinsbach, Seulbitz, Völkenreuth und Wundenbach.
Als Markgraf Christian Ernst 1680 eine Verwaltungsvereinfachung durchführte, schuf er Oberämter, die beieinander liegende Amtsbezirke vereinigten. Götzmannsgrün gehörte zum neu geschaffenen Oberamt Münchberg-Stockenroth, das sich aus den bisherigen Kastenämtern (zuständig für die Verwaltung der landesherrlichen Urbargüter) Münchberg, Stockenroth und Hallerstein zusammensetzte. Götzmannsgrün gehörte zum Kastenamt Hallerstein.
Aus Gründen der Verwaltungsvereinfachung versuchte Markgraf Karl Alexander die Oberämter aufzulösen. Wegen der vielen Einwände entschied die Regierung erst am 7. Oktober 1777, die Oberämter nach und nach aufzulösen.
Bis zum Frieden von Teschen am 13. Mai 1779 blieben viele Ansitze und Dörfer im Lehensverband mit Böhmen. Es waren dies die Burg Waldstein, Schloss und Dorf Sparneck, die Sitze Stockenroth und Hallerstein mit ihren Zugehörungen und mehr oder weniger große Teile der Dörfer Bärlas, Benk, Förmitz, Germesreuth, Gettengrün, Götzmannsgrün, Großlosnitz, Hildbrandsgrün, Kleinlositz, Mussen, Ober- und Niedermeierhof (davon ging eines in Hallerstein auf, das andere, südlich von Benk in der Nähe der Lohmühle gelegene, ging ab), Poppenreuth, Reinersreuth, Schieda, Straas,  Völkenreuth, Wüstenselbitz und Zell.
Gegen Ende des 18. Jahrhunderts bestand Götzmannsgrün aus sechs Anwesen. Die Hochgerichtsbarkeit stand dem bayreuthischen Stadtrichteramt Münchberg zu. Die Dorf- und Gemeindeherrschaft hatte das bayreuthische Amt Hallerstein. Grundherren waren
- das Amt Hallerstein: 1 Halbhof, 3 Viertelhöfe;
- die Hofkanzlei Bayreuth: 1 Halbhof;
- das vogtländische Rittergut Weißdorf: 1 Halbhof.[8]

Aus einer Beschreibung des Hofer Landeshauptmanns aus dem Jahre 1791 ist ersichtlich, dass Götzmannsgrün mittlerweile zum Rittergut Weißdorf mit seinen Besitzungen in Albertsreuth, Bärlas, Eiben, Götzmannsgrün, Posterlitz, Seulbitz und Wulmersreuth gehörte. Im gleichen Jahr ging die Herrschaft vom Fürstentum Bayreuth an Preußen über. 1807 stand das Dorf unter der Herrschaft des französischen Kaiserreichs, welches das Gebiet dann im Jahre 1810 an den Freistaat Bayern verkaufte.
Von 1797 bis 1810 unterstand Götzmannsgrün dem Justiz- und Kammeramt Münchberg. Infolge des Ersten Gemeindeedikts wurde Götzmannsgrün dem 1812 gebildeten Steuerdistrikt Seulbitz und der zugleich entstandenen Ruralgemeinde Seulbitz zugeordnet.
Nach Ernst bestand der Ort 1868 aus zwölf Häusern mit 17 Familien bzw. 85 Einwohnern. Bei der Gründung der Bezirke und der Bezirksämter im Jahre 1860 wurde Götzmannsgrün dem Bezirksamt Münchberg zugeteilt. Als aus den Bezirken 1939 die Landkreise wurden, gehörte Götzmannsgrün zum Landkreis Münchberg. Bis 1972 verlief am nördlichen Ortsende die Grenze zwischen den Landkreisen Münchberg und Hof. Für die kommunale Verwaltung war seinerzeit die Gemeinde Seulbitz zuständig. Diese Zuständigkeit endete mit dem 30. April 1978.

### Gemeindegebietsreform

#### Vorschlag der Regierung von Oberfranken vom 1. Juli 1975
Mit einem Rundschreiben vom 1. Juli 1975 gab die Regierung Vorschläge für die Neugliederung der Gemeinden des Landkreises Hof bekannt. Die Gemeinde Seulbitz mit 303 Einwohnern war mit dem Vorschlag einverstanden, der die Eingliederung in die Gemeinde Weißdorf vorsah. Der Gliederungsvorschlag 17 sah eine Zuordnung der Gemeinde Weißdorf zur Verwaltungsgemeinschaft Sparneck vor. Weiterhin sollten neben den Gemeinden Sparneck (2.182 Einwohner) und Weißdorf (1.147 Einwohner) auch die Dörfer Benk und Lohmühle der Gemeinde Hallerstein (102 Einwohner), die Gemeinde Zell (2.134 Einwohner) sowie die Gemeinde Friedmannsdorf (213 Einwohner) in dieser Verwaltungsgemeinschaft zusammengefasst werden. Die Verwaltungsgemeinschaft hätte 6.081 Einwohner und eine Gesamtfläche von 65,7 km² gehabt. Da die Märkten Sparneck und Zell etwa die gleiche Bedeutung haben, orientierte sich der Vorschlag für den Sitz der Verwaltungsgemeinschaft an der zentraleren Lage des Marktes Sparneck.

#### Abschließende Planung
Mit dem Schreiben vom 27. Oktober 1975 gab die Regierung von Oberfranken die abschließende Neugliederung der Gemeinden im Regierungsbezirk Oberfranken bekannt. Die Zielplanung war im Zusammenwirken mit dem Staatsministerium des Innern und den Landratsämtern erarbeitet worden. Die kreisangehörigen Gemeinden und die kreisfreien Städte hatten in einem Anhörungsverfahren erneut Gelegenheit, zur künftigen Gliederung der gemeindlichen Ebene Stellung zu nehmen. Das Anhörungsverfahren begann am 1. Juli 1975 und endete am 15. September 1975. Aus dieser Zielplanung geht hervor, dass nur noch die Gemeindeteile Albertsreuth und Bärlas aus der Gemeinde Seulbitz der Gemeinde Weißdorf zugeschlagen werden sollten. Die Gemeindeteile Götzmannsgrün, Posterlitz und Seulbitz wurden der Einheitsgemeinde Schwarzenbach a.d. Saale zugewiesen. Grund der Änderungen im Anhörungsverfahren war die sich seit 1973 im Bau befindende Förmitztalsperre. Man wollte für das Gebiet des Förmitzspeichers keine zwei Flächennutzungspläne erstellen. Diese Zielplanung wurde dann in einem weiteren Schreiben der Regierung von Oberfranken vom 20. November 1975 bestätigt.
Am 1. Mai 1978 wurde Götzmannsgrün nach Schwarzenbach an der Saale eingemeindet.

### Einwohnerentwicklung
| Jahr      | 1799   | 1812   | 1819   | 1861   | 1871   | 1885   | 1900   | 1925   | 1950   | 1961   | 1970   | 1987   |
| Einwohner | 75     | 42     | 43     | 72     | 83     | 70     | 69     | 75     | 91     | 43     | 34     | 36     |
| Häuser    | 15     | 9      |        |        |        | 12     | 12     | 11     | 11     | 9      |        | 9      |
| Quelle    | [ 16 ] | [ 10 ] | [ 17 ] | [ 18 ] | [ 19 ] | [ 20 ] | [ 21 ] | [ 22 ] | [ 23 ] | [ 24 ] | [ 25 ] | [ 26 ] |

## Religion
Götzmannsgrün war bis Mitte des 20. Jahrhunderts kirchlich geteilt. Die hohenzollerischen Untertanen gehörten zur Kirchengemeinde Hallerstein, die ritterlichen Untertanen eines Anwesens zur adeligen Patronatspfarrei Weißdorf.
Bis 1613 gehörten die Anwesen zur Pfarrei Weißdorf. Eine Stiftung der Kirche in Hallerstein wurde schon 1447 als Schlosskapelle bestätigt. Die Stiftung muss jedoch schon vor 1418 erfolgt sein. Die Götzmannsgrüner Einwohner gingen schon im 15. Jahrhundert nach Hallerstein ins Gotteshaus. Im Jahr 1613 wurde Hallerstein eigenständige Pfarrei, zu der bis auf das genannte Anwesen das gesamte Dorf gehörte.
Die zum Rittergut Weißdorf gehörenden Untertanen waren gemäß den Pfarrbeschreibungen aus den Jahren 1676 und 1774 in Weißdorf gepfarrt. Ob es sich um mehr als den genannten einen Hof handelte, ist nicht bekannt. Schon im Jahr 1590 war in dem erstellten Verzeichnis von diesem Götzmannsgrüner Hof, der zum Rittergut Weißdorf gehörte, die Rede.
Mitte des 20. Jahrhunderts erfolgte der Wechsel des Anwesens zur Kirchengemeinde Hallerstein, die nun für die evangelische Bevölkerung des gesamten Dorfes zuständig ist. Für die Katholiken ist die Kuratiegemeinde Maria, Helferin der Christen in Sparneck zuständig.

## Kunst und Kultur

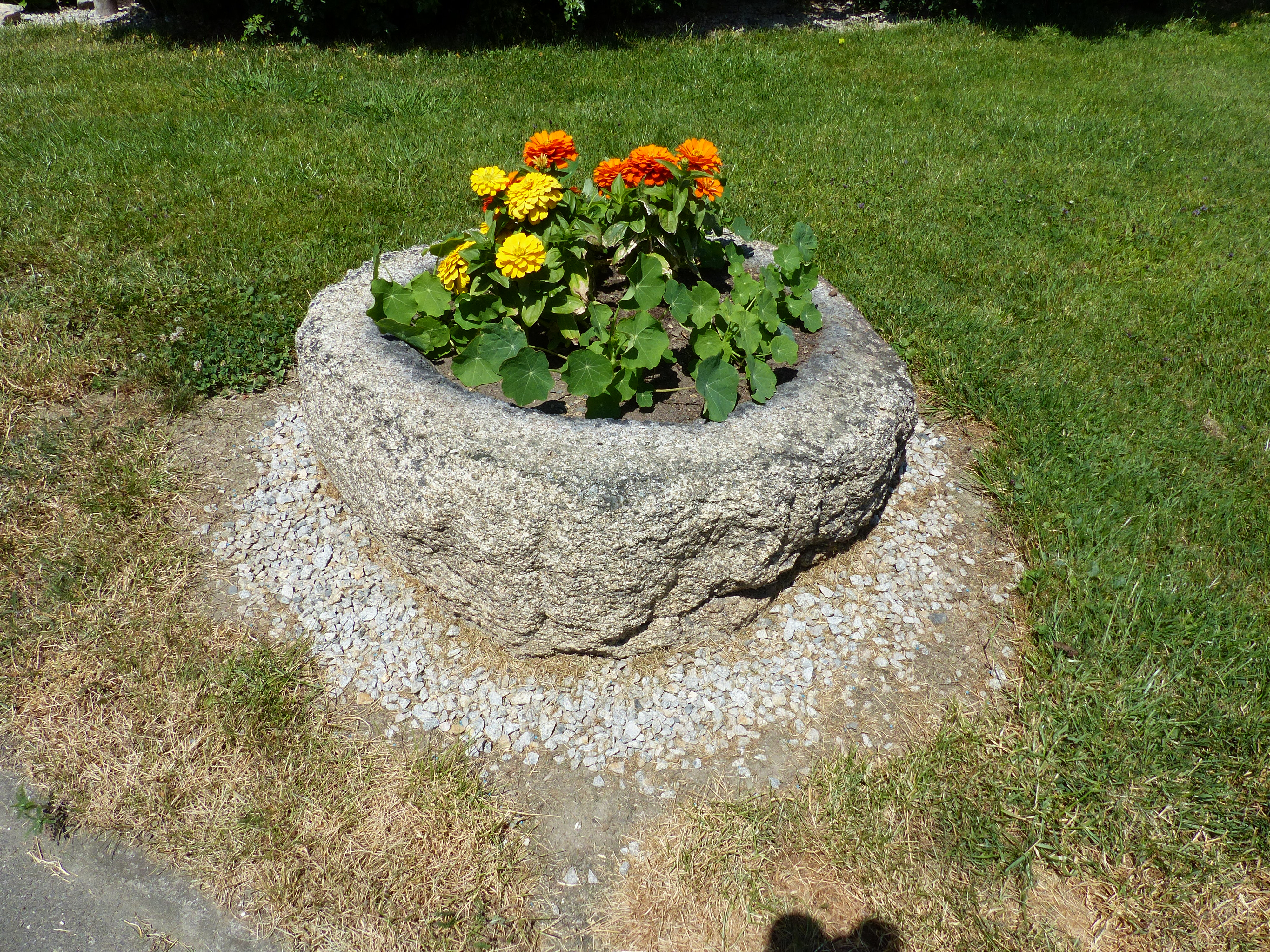
Pechölstein

### Baudenkmäler
- ein Pechölstein am Anwesen Haus-Nummer 5.[28][29]

ehemaliges Baudenkmal
- Haus Nr. 4: Frackdachhaus wohl des 18. Jahrhunderts, Erdgeschoss massiv, Obergeschoss verschalt.[30]

### Bildungswesen
Die Ortsschule in Hallerstein scheint nach der Pfarrbeschreibung der Pfarrei Hallerstein von 1912/1913 schon seit einigen Jahrhunderten zu existieren. Es wird auch von der Existenz von Nebenschulen berichtet, die zwischen den drei Dörfern Albertsreuth, Förmitz und Götzmannsgrün wanderten. Öfter lösten diese Dörfer die Schule auf und schickten ihre Kinder nach Benk und Hallerstein zur Schule. Die ersten schriftlichen Unterlagen bezeugen, dass die Schüler aus Götzmannsgrün ab 1846 nach Auflösung der Wanderschulen zum Hallersteiner Schulsprengel gehörten. 1895 wurde in Förmitz ein Schulhaus gebaut, das die Schüler bis Mitte der 1960er Jahre besuchten. Nachdem die Zeit der Zwergschulen vorbei war, besuchten die Götzmannsgrüner die Weißdorfer Verbandsschule. Seit der Gebietsreform 1978 gehen die Kinder aus Götzmannsgrün in Schwarzenbach a.d. Saale zur Schule.

## Infrastruktur

### Wassergewinnung/Trinkwasser
Die Wassergewinnungsanlagen der Stadt Schwarzenbach, mit denen die Ortschaft Götzmannsgrün 1986 verbunden ist, und mit den damit verbundenen Wasserrechten, die Speicherkapazitäten mit den technischen Anlagen sowie das Rohrnetz der Wasserversorgung und das Verteilungsnetz befinden sich im Eigentum des Eigenbetriebs Stadtwerke Schwarzenbach. Das Wasser wird aus folgenden Wassergewinnungsanlagen gefördert: Tiefbrunnen Schöne Föhren I, Tiefbrunnen Schöne Föhren II, Tiefbrunnen Schöne Föhren III, Tiefbrunnen Stobersberg, Sammelbrunnen mit zwei Hebebrunnen am Lamitzgrund, Sammelbrunnen in Mittelschieda mit drei Quellen, eine Quelle am Hirschbrunnen, zwei Quellen in Autengrün, zwei bei den Pfarrwiesen, zwei an der Kohlstatt und eine Quelle am Spindelbrunnen und in Martinlamitz, eine am Ringlasbrunnen. Zusätzlich wurde als Vorsorgemaßnahme im Jahr 2018 das Wasserversorgungssystem der Stadt an die Fernwasserversorgung der Stadtwerke Hof aus dem Weißenstädter Becken mit einer 900 Meter langen Verbundleitung angebunden, um die Versorgung für die Zukunft sicherzustellen.
Die Wassergewinnungsanlagen wurden im Rahmen der Gründung des gemeinsamen Unternehmens mit der Stadt Münchberg, der EMS Energieversorgung, nicht mit in diese Gesellschaft überführt. Bis 1986 versorgten sich die Anwesen in Götzmannsgrün durch eigene Brunnen mit Trinkwasser.

### Stromversorgung
Die erste zentrale Stromversorgung für Götzmannsgrün wurde im Juni 1934 hergestellt. Heute ist für die Grundversorgung mit Strom in Götzmannsgrün die Bayernwerk Netz GmbH, eine hundertprozentige Tochter des E.ON-Konzerns, zuständig.

### Telefon/Glasfaserversorgung
Die erste Telefonleitung nahm im Jahr 1957 die Deutsche Bundespost in Betrieb. Das letzte Anwesen des Ortes wurde erst Anfang der 1980er Jahre mit einer Telefonleitung ausgestattet. Durch die Breitband-Offensive des Freistaats Bayern konnten im Jahr 2018 alle Haushalte des Dorfes mit einem Glasfaseranschluss ausgestattet werden.

### Verkehr/ÖPNV
Durch Götzmannsgrün verläuft die Dammstraße von der Förmitztalsperre über Albertsreuth in Richtung Weißdorf. Nach Süden führt eine Gemeindeverbindungsstraße über Förmitz und Hallerstein zur Staatsstraße 2177 nach Kirchenlamitz. Auf dem Flurgebiet von Götzmannsgrün verläuft nördlich die Bahnstrecke Bamberg–Hof. Götzmannsgrün hat seit 1996 eine Haltestelle der Anruf-Sammeltaxilinie Hallerstein, die im Auftrag der Stadt Schwarzenbach an der Saale betrieben wird. Ab 2024 wird im Stadtgebiet Schwarzenbach an der Saale der Hofer LandBus eingeführt. Nach den aktuellen Planungen erhält Götzmannsgrün eine Haltestelle im Dorfzentrum und eine an der Einzel am Förmitzspeicher.

### Feuerwehr

#### Freiwillige Feuerwehr der Gemeinde Seulbitz
Ab dem Jahr 1875 leisteten die männlichen Einwohner von Götzmannsgrün in der neu gegründeten Freiwilligen Feuerwehr der Gemeinde Seulbitz aktiven Feuerwehrdienst. Diese Gemeindefeuerwehr wurde im Sommer 1890 aufgelöst.

#### Freiwillige Feuerwehr Albertsreuth-Götzmannsgrün
Die Freiwillige Feuerwehr Albertsreuth-Götzmannsgrün wurde am 11. Januar 1891 in Götzmannsgrün gegründet.
1978 wurde mit der der Gebietsreform Albertsreuth der Gemeinde Weißdorf zugeschlagen, während Götzmannsgrün in die Stadt Schwarzenbach an der Saale eingegliedert wurde. Die gemeinsame Wehr bestand aber weiterhin. Die Federführung der Wehr übernahm die Stadt Schwarzenbach an der Saale. Bis 1972 war die Kreisbrandinspektion des Landkreises Münchberg für die Feuerwehr federführend zuständig. Von 1972 bis 1978 gehörte die Wehr zum Inspektionsbereich IV des neu gegründeten Großlandkreises Hof und seit einer Neustrukturierung der Hofer Kreisbrandinspektion im Jahr 1978 ist sie ein Teil des Inspektionsbereiches I des Landkreises Hof. Im Jahre 1984 wurde ein Feuerwehrverein gegründet, der 2008 ins Vereinsregister eingetragen wurde und seinen Sitz in Götzmannsgrün hat.

## Persönlichkeiten
Der Schwarzenbacher Landschaftsmaler Anton Richter fertigte Bilder des Ortes und seiner Umgebung.